# Дніпровський (Адигея)
Дніпровський (рос. Днепровский; адиг. Днепровскэр) — хутір Гіагінського району Адигеї Росії. Входить до складу Сергіївського сільського поселення.
Населення — 168 осіб (2015 рік).